# Urmince
Urmince és un poble i municipi d'Eslovàquia que es troba a la regió de Nitra, al sud-oest del país. La primera menció escrita de la vila es remunta al 1156.

## Demografia
| Godina             | 1994 | 2004   | 2014   | 2024   |
| ------------------ | ---- | ------ | ------ | ------ |
| Nombre de persones | 1370 | 1389   | 1414   | 1381   |
| Diferència         |      | +1,38% | +1,79% | −2,33% |

| Godina             | 2023 | 2024   |
| ------------------ | ---- | ------ |
| Nombre de persones | 1401 | 1381   |
| Diferència         |      | −1,42% |